# Камень-Рупе
Камень-Рупе (пол. Kamień-Rupie) — село в Польщі, у гміні Шепетово Високомазовецького повіту Підляського воєводства.
Населення — 60 осіб (2011).
У 1975-1998 роках село належало до Ломжинського воєводства.

## Демографія
Демографічна структура станом на 31 березня 2011 року:
|          | Загалом | Допрацездатний вік | Працездатний вік | Постпрацездатний вік |
| -------- | ------- | ------------------ | ---------------- | -------------------- |
| Чоловіки | 34      | 8                  | 22               | 4                    |
| Жінки    | 26      | 2                  | 15               | 9                    |
| Разом    | 60      | 10                 | 37               | 13                   |